# Príncipe de Orange
El príncipe o princesa de Orange es un título nobiliario de origen francés. Su territorio, el Principado de Orange, se encontraba al sur de Francia, con capital en Orange. El principado perteneció a diversas familias nobles francesas hasta llegar en 1530 a la alemana Casa de Nassau, en la persona de Renato de Châlon. Al morir Renato sin descendencia, cede todos sus derechos en la persona de su primo, el futuro Guillermo de Orange. En adelante, su familia ostentaría dicho título formando la Casa de Orange-Nassau.
El territorio del principado fue definitivamente anexado por Francia en 1672.
Actualmente este título lo posee el heredero al trono neerlandés, siendo la princesa Catalina Amalia desde el 30 de abril de 2013 la titular, como hija primogénita del rey Guillermo Alejandro de los Países Bajos.

## Príncipes de Orange en el Principado de Orange
Fueron príncipes de Orange:

### Casa de Chalon-Arlay
- Filiberto de Châlon (n.1502-m.1530)

- Renato de Châlon (n.1519.m.1544), sobrino y sucesor de Filiberto a su muerte en 1530.

### Casa de Orange-Nassau
- Guillermo I (1533-1584), primo y sucesor de Renato a su muerte en 1544.

- Felipe Guillermo (1554-1618).
- Mauricio (1567-1625).
- Federico Enrique (1584-1647).
- Guillermo II (1626-1650).
- Guillermo III (1650-1702).
- Juan Guillermo Friso (1702-1711).
- Guillermo IV (1711-1751).
- Guillermo V Bátavo (1748-1806).
- Guillermo VI Federico (1772-1843).
- Guillermo VII (1792-1849).

## El título Príncipe de Orange en la monarquía de los Países Bajos
A la muerte de Guillermo VI, su hijo cedió sus derechos al principado a su primogénito. De ahí que la denominación Príncipe de Orange se utilizara en adelante para denominar al heredero de la corona neerlandesa.
- Guillermo (1806-1815), utilizó el título hasta su acceso al trono como Guillermo I.
- Guillermo (1815-1840) utilizó el título hasta su acceso al trono como Guillermo II.
- Guillermo (1840-1849), utilizó el título hasta su acceso al trono como Guillermo III.
- Guillermo (1849-1879), hijo mayor del rey Guillermo III (falleció en vida de su padre).
- Alejandro (1879-1884), tercer hijo del rey Guillermo III (falleció en vida de su padre).
- Guillermo Alejandro (1967-2013), utilizó el título hasta su acceso al trono como Guillermo Alejandro.
- Catalina Amalia (2013[3]- ), primogénita de Guillermo Alejandro y actual poseedora del título.